# چاه یوسف
چاه یوسف روستایی در دهستان آفریز بخش سده شهرستان قائنات استان خراسان جنوبی ایران است. بر پایه سرشماری عمومی نفوس و مسکن در سال ۱۳۹۰ جمعیت این روستا ۱۱۷ نفر (در ۳۱ خانوار) بوده‌است.